# Semitwe
Semitwe – wieś w Botswanie w dystrykcie Central. Według spisu ludności z 2011 roku wieś liczyła 724 mieszkańców.